# Gościmierz Geras

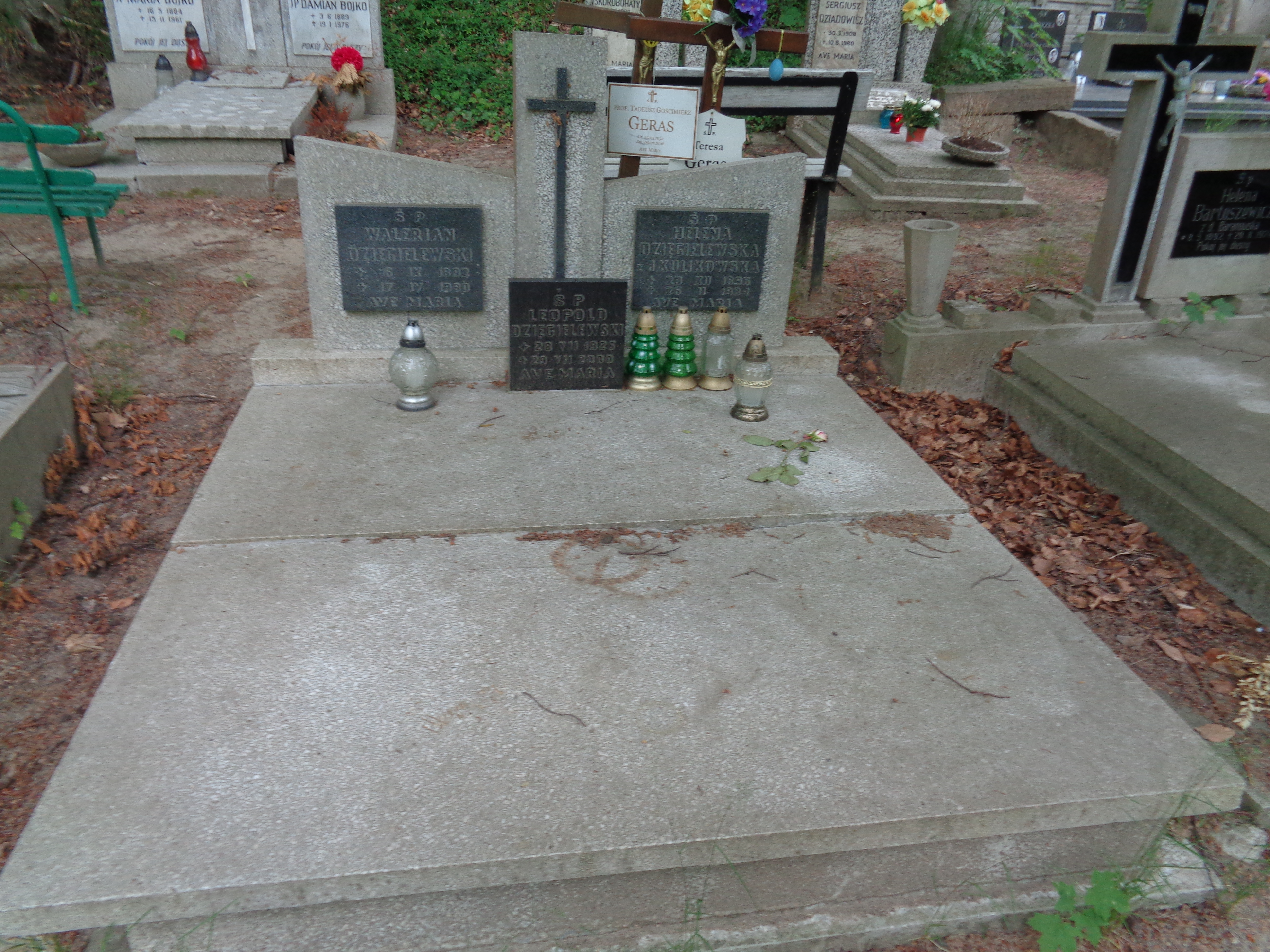
Nagrobek Gościmierza Gerasa na Cmentarzu Srebrzysko w Gdańsku

Gościmierz Tadeusz Geras (ur. 15 marca 1932 w Lublinie, zm. 10 lutego 2016 w Gdańsku) – polski profesor psychologii, działacz opozycyjny okresu PRL. 

## Życiorys
Syn kapitana Tadeusza Gerasa i Janiny z domu Ganowicz. Studia prowadził pod kierunkiem m.in. Antoniego Kępińskiego, odbywał też staże w zagraniczne w Paryżu, Moskwie, Leningradzie, Rzymie, Berlinie i Bratysławie. Specjalizował się w elektrodermometrii oraz psychologii penitencjarnej.
W 1963 roku odkrył związek między cechami powidoku i cechami elektrokardiogramu w zaburzeniach czynności tarczycy, co zostało zauważone na XVII Międzynarodowym Kongresie Psychologii w Waszyngtonie. Opracował także autorską metodykę obiektywnego wykrywania stopnia utraty poczucia światła u ociemniałych.
W roku 1956 jeden z organizatorów i członek zarządu opozycyjnego Związku Młodych Demokratów na Uniwersytecie Warszawskim. Podczas stażu w Paryżu w 1965 roku podpisał akt założycielski Rady Jedności Europy Wschodniej, co przyczyniło się do jego aresztowania i skazania na 6,5 roku więzienia. Był to jeden z wyższych tego rodzaju wyroków politycznych między rokiem 1956 a 1981. Do roku 1980 objęty zakazem publikacji i pracy na uczelniach.
Podczas odbywania kary w zakładach o zaostrzonym rygorze, nielegalnie prowadził badania nad percepcją przez więźniów kary pozbawienia wolności, nad reakcjami obronnymi więźniów i nad metodami psychoterapii procesów deprywacji sensorycznej. Wnioski z obserwacji stanowiły istotną część jego późniejszego dorobku naukowego.
W roku 2007 odznaczony Krzyżem Komandorskim Orderu Odrodzenia Polski, za „wybitne zasługi na rzecz przemian demokratycznych w Polsce” oraz „działalność na rzecz zachowania polskiego dziedzictwa narodowego”. Został pochowany na gdańskim cmentarzu Srebrzysko (rejon I-groby rodzinne-88).

## Wybrane publikacje
- Psychologiczno-medyczna diagnostyka elektroskórna
- Czynność elektroskórna i jej znaczenie w badaniach psychologicznych
- Psychologia sądowa i penitencjarna
- Refleksje psychologiczne Sołżenicyna w „Archipelagu Gułag”